# Canada-Irlande en rugby à XV
Cet article retrace les confrontations entre l'équipe du Canada de rugby à XV et l'équipe d'Irlande de rugby à XV. Les deux équipes se sont affrontées à huit reprises dont deux fois en Coupe du monde. Les Irlandais ont remporté sept confrontations et fait un match nul.

## Les confrontations
Voici la liste des confrontations entre ces deux équipes :
| No | Date              | Lieu                                        | Match            | Score   | Compétition              |
| -- | ----------------- | ------------------------------------------- | ---------------- | ------- | ------------------------ |
| 1  | 30 mai 1987       | Carisbrook, Dunedin, Nouvelle-Zélande       | Canada – Irlande | 19 – 46 | Coupe du monde (poule B) |
| 2  | 30 novembre 1997  | Lansdowne Road, Dublin, Irlande             | Irlande – Canada | 33 – 11 | Test match               |
| 3  | 17 juin 2000      | Fletcher's Fields, Markham, Canada,         | Canada – Irlande | 27 – 27 | Test match               |
| 4  | 8 novembre 2008   | Thomond Park, Limerick, Irlande             | Irlande – Canada | 55 – 0  | Test match               |
| 5  | 23 mai 2009       | Thunderbird Stadium, Vancouver, Canada      | Canada – Irlande | 6 – 25  | Test match               |
| 6  | 15 juin 2013      | BMO Field, Toronto, Canada                  | Canada – Irlande | 14 – 40 | Test match               |
| 7  | 19 septembre 2015 | Millennium Stadium, Cardiff, Pays de Galles | Irlande – Canada | 50 – 7  | Coupe du monde (poule D) |
| 8  | 12 novembre 2016  | Aviva Stadium, Dublin, Irlande              | Irlande – Canada | 52 – 21 | Test match               |